# بيل دوران (لاعب كرة قاعدة)
بيل دوران (بالإنجليزية: Bill Doran)‏ هو لاعب كرة قاعدة أمريكي، ولد في 28 مايو 1958 في سينسيناتي في الولايات المتحدة.

## وصلات خارجية
- بيل دوران (لاعب كرة قاعدة) على موقع دوري كرة القاعدة الرئيسي (الإنجليزية)
- بيل دوران (لاعب كرة قاعدة) على موقعبيزبول رفرنس.كوم (الدوري الرئيسي) (الإنجليزية)
- بيل دوران (لاعب كرة قاعدة) على موقعبيزبول رفرنس.كوم (الدوري الثانوي) (الإنجليزية)
- بيل دوران (لاعب كرة قاعدة) على موقع إي إس بي إن.كوم (أم.أل.بي) (الإنجليزية)
- بيل دوران (لاعب كرة قاعدة) على موقع مشجعي الرسوم البيانية (الإنجليزية)